# Антоан Перено дьо Гранвел
Антуан Перно де Гранвел (на френски: Antoine Perrenot de Granvelle) е граф Бом Сен Амур. Бургундски държавник, той е ръкоположен за кардинал. Негов пример е баща му, на служба в Хабсбургска Испания, и е един от най-влиятелните европейски политици за времето си. Неговата кариера съвпада с началото на протестантското движение в Европа. Той е „най-големият авторитет сред имперските държавници, измерено в целия век“. Колекционер на предмети на изкуството, той „притежава най-голямата частна колекция за времето си, дружи и покровителства Тициан и Леони, както и много други художници“. Вицекрал на Неапол от 1571 до 1575 година.

## Биография
Роден в Свободния имперски град Орнан, който сега принадлежи на Франция. По това време, той има градска автономия, и бива заобиколен от Имперската територия Франш-Конте. Поради политически причини, раждането му е приписвано с четири дни по-късно. То се състои в Безансон. Баща му Никола Перено дьо Гранвел (1484 – 1550) по-късно е канцлер на империята при Карл V, свещения римски император. Има важна функция в Нидерландите, като от 1530 година до смъртта си е един от доверениците-съветници на германския император.
Антоан завършва юридическо образование в Падуа, както и богословие в Льовен. Има църковна длъжност в Безансон, а след това е повишен в Епископ на Арас, едва на 23 години.
Като епископ, той присъства на няколко събрания на имперския Диет (Парламента), както и на откриванията на Трентския съвет, където е представител на Карл V. Баща му, вече канцлер, помага с влиянието си, и Антоан е натоварен с трудни и тънки задачи за провеждане на държавни дела. Така той натрупва знания и нюх за дипломацията, както и за теченията в европейската политика. Той участва в уреждането на условията за мир, налагащи се след загубата на Шмалкалдикската лига в Битката при Мюлберг (1547). Там е показано завидно умение. През 1550 година той получава по наследство функцията държавен секретар. В новото си амплоа придружава Карл V в битката с Морис Саксонски, после в бягството му от Инсбрук, и накрая изготвя Пасауския мир (август 1552).
В следващата година, той и Симон Ренар, посланикът на Карл V в двора на кралица Мария I Английска, заедно договарят бракосъчетанието на Мария и Филип II Испански. След абдикацията на Карл V през 1555 година, Гранвел пренасочва предаността си на Филип II, който го назначава на служба в Нидерландите. През 1559 година Гранвел е на испанско назначение, и урежда Мира в Като Камбреси. След оттеглянето на Филип от Нидерландите през август същата година, той е назначен за министър-председател на регента – Маргарита Пармска. Той провежда политика, изпълнена с репресии, която продължава пет години. Тя му носи много дивиденти – през 1560 г. е назначен на архиепископския престол в Мехелен, а през 1561 г. става кардинал. Срещу него се насочва народната неприязън, подхранена от репресивните религиозни политики, и той не може повече да управлява в Нидерландите. По съвета на своя кралски господар, той се оттегля във Франш-Конте, през март 1564 година.
На пръв прочит, това оттегляне има само временен характер, но всъщност то се оказва финалната му роля. През следващите шест години, той е сравнително беучастен, и посещава Рим през 1565 година. През 1570 г. Гранвел, по настояване на Филип, продължава държавната си кариера с мисия в Рим. Там той помага за уреждането на съюза между Папата, Венеция, и Испания, насочен срещу Османската империя. С този съюз е осъществена победата при Лепанто. През същата година е назначен за вицекрал на Неапол, което носи предизвикателства и опасности, но той ги овладява с качества и умения. Извикан е в Мадрид през 1575 година от Филип II, за да председателства съвета по италианските въпроси. Като изпитание се очертават преговорите през 1580 година, когато трябва да се състави трайният съюз между короните на Испания и Португалия, както и през 1584 г., когато испанската инфанта Катерина се жени за Карл Емануел I Савойски. През същата година е посветен в архиепископ на Безансон, но в хода на времето се заразява с натрапчива болест. Той никога не е интронизиран, и умира в Мадрид през 1586 година. Тленните му останки са пренесени в Катедралата в Безансон, където баща му е погребан.
1. ↑  granv //   Посетен на 13 октомври 2020 г.